# Thylogale browni
Падемелон Брауна (Thylogale browni) — вид дрібних сумчастих з родини Кенгурові (Macropodidae). 

## Етимологія
Вид названо на честь Джорджа Брауна (англ. George Brown, 1835—1917) місіонера в Меланезію. Він був Методистом і в 1875 році здається був першим християнським місіонером, який ступив на землю Нової Ірландії, острова на схід від Папуа Нової Гвінеї. У 1905 він публікує George Brown, D.D., Pioneer Missionary and Explorer — An Autobiography. А статтю Алстона під назвою On the Rodents and Marsupials Collected by the Rev. G. Brown in Duck-of-York Island, New Britain and New Ireland з'явилася в Працях Зоологічного Товариства в 1877. Прізвище Брауна також є в назвах двох птахів, Reinwardtoena browni й Monarcha browni.

## Зовнішність
Це відносно невеликий, кремезної будови представник родини кенгурових, вагою від 3 до 9 кілограмів. Хутро темно-коричневого кольору на верхніх частинах тіла, нижні — яскравішого кольору. Як і більшості кенгурових задні ноги довгі і сильні, передні — значно коротші.

## Поширення
Проживає на півночі й північному сході острові Нова Гвінея та був введений 6000-7000 років тому на острови Багабаг, Нова Британія, Нова Ірландія, Умбой. Діапазон проживання за висотою: 0-2100 м над рівнем моря. Живе в первинних і вторинних вологих тропічних лісах.

## Поведінка
Про життя цієї тварини відомо мало, ймовірно, це нічний одинак, що харчується травою і листям.

## Відтворення
Самиці народжують одне маля.

## Загрози та збереження
Серйозною загрозою є полювання людей із псами задля їжі. Вид присутній на кількох природоохоронних територіях.